# Джеймс Генкінс
Джеймс Генкінс (англ. James Hankins; нар. 1955) — американський історик-інтелектуал, який спеціалізується на італійському Відродженні. Він є головним редактором книжкової серії «I Tatti Renaissance Library» та помічником редактора наукового журналу «Catalogus Translationum et Commentariorum». Професор історичного факультету Гарвардського університету. Навесні 2018 року працював запрошеним науковим співробітником Центру етики та культури Університету Нотр-Дам.
У 2012 році він був удостоєний премії Пола Оскара Крістеллера за життєві досягнення Товариством епохи Відродження Америки.

## Освіта та початок кар'єри
Генкінс народився у Філадельфії, штат Пенсільванія. Він отримав ступінь бакалавра з класики в Університеті Дьюка (1977) та ступінь магістра, магістра філології та магістра філософії з історії в Колумбійському університеті (1985). В університеті він працював з Юджином Ф. Райсом та істориком філософії Полом Оскаром Крістеллером, працював в останнього науковим асистентом протягом шести років. У 1985 році він перейшов працювати на історичний факультет Гарвардського університету.

## Робота і визнання
Монографічна робота Хенкінса зосереджена на історії філософії, теології, літератури та політичної думки. З 1998 року він був генеральним редактором книжкової серії «I Tatti Renaissance Library», яку він заснував разом з Волтером Кайзером, директором Villa I Tatti, Центру вивчення італійського Відродження Гарвардського університету. Під редакцією Хенкінса серія опублікувала понад п'ятдесят томів між 2001 і 2012 роками та продала близько 80 000 томів. З 2003 року він також був помічником редактора наукового журналу «Catalogus Translationum et Commentariorum» заснованого його наставником Полом Оскаром Крістеллером у 1945 році. Він є автором або редактором понад двадцяти томів і понад вісімдесяти статей, есе та розділів у книгах.
Генкінс був стипендіатом Фулбрайта, членом Товариства стипендіатів гуманітарних наук Колумбійського університету, стипендіатом і запрошеним професором у Villa I Tatti, стипендіатом Ґуґґенгайма, стипендіатом Американської академії в Берліні, членом Інституту передових досліджень Прінстона та лауреатом Римської премії Американської академії в Римі. У 2010 році він був лектором Карлайла з історії політичної думки в Оксфордському університеті. У 2014 році був обраний членом-кореспондентом Британської академії.

## Науковий доробок
- The Humanism of Leonardo Bruni, 1987 (ed. and tr.), with Gordan Griffiths
- Supplementum Festivum: Studies in Honor of Paul Oskar Kristeller, 1987 (ed.), with John Monfasani and Frederick Purnell
- Plato in the Italian Renaissance, 2 vols., 1990
- Repertorium Brunianum: A Critical Guide to the Writings of Leonardo Bruni, vol. 1, 1997
- Renaissance Civic Humanism: Reappraisals and Reflections, 2000 (ed.)
- The Lost Continent: Neo-Latin Literature and the Birth of European Vernacular Literatures, 2001 (ed.)
- Leonardo Bruni: History of the Florentine People, 3 vols. 2001-7 (ed. and tr.)
- Marsilio Ficino: Platonic Theology, 6 vols., 2001-6 (ed.)
- Catalogus Translationum et Commentariorum, vols. 8 (2003) and 9 (2011), Associate Editor
- Humanism and Platonism in the Italian Renaissance, 2 vols., 2003-4
- Maffeo Vegio: Short Epics, 2004 (ed.), with Michael C. J. Putnam
- The Cambridge Companion to Renaissance Philosophy, 2007 (ed.)
- The Recovery of Ancient Philosophy in the Renaissance, 2008, with Ada Palmer
- Aurelio Lippo Brandolini: Republics and Kingdoms Compared, 2009 (ed. and tr.)
- Virtue Politics. Soulcraft and Statecraft in Renaissance Italy, 2019
- Political Meritocracy in Renaissance Italy: The Virtuous Republic of Francesco Patrizi of Siena, 2023